# Lodi Nauta
Lodewijk Willem (Lodi) Nauta (Groningen, 1966) is een Nederlands hoogleraar geschiedenis van de filosofie aan de Rijksuniversiteit Groningen. Nauta is sinds 2011 lid van de Koninklijke Nederlandse Akademie van Wetenschappen (KNAW) waar hij tevens voorzitter is van de sectie Filosofie en Theologie.

## Biografie
Na een propedeuse biologie studeerde Nauta filosofie en mediëvistiek in Groningen en het Britse York en promoveerde in 1999 cum laude op een dissertatie over filosofie in de Middeleeuwen.
Naast zijn aanstelling aan de Rijksuniversiteit Groningen was Lodi Nauta in 2008 gasthoogleraar aan de Villa I Tatti in Florence. Daarnaast was Nauta van 2013 tot 2021 decaan van de Faculteit Wijsbegeerte in Groningen.
Nauta doet onderzoek naar de geschiedenis van ons intellectueel erfgoed. Hierbij combineert hij taalkundige, historische en filosofische inzichten met de geschiedenis van de Westerse filosofie, waarbij hij in zijn werk onverwachte parallellen trekt tussen het filosofisch denken over taal in de Middeleeuwen, de Renaissance en de twintigste eeuw. In 2016 behoorde Nauta tot de groep van vier winnaars van de Spinozapremie.
In 2017 werd Nauta bij de opening van het academisch jaar van de Faculteit Wijsbegeerte benoemd tot Ridder in de Orde van de Nederlandse Leeuw.